# شعار (صورة)

الشعار الوطني لأوزبكستان

شعار أسرة العائلة الخارقة الخيالية

الشعار أو الشارة أو الرمز أو الصورة الرمزية أو الرسمة الرمزية هي صورة مُصوِّرة مجردة أو مُمثِّلَة تمثل مفهومًا مثل حقيقة أخلاقية أو تمثيلًا أدبيًا أو شخصًا مثل ملك أو قديس.

## طالع المزيد
- شعار النبالة
- قمة
- شعار (رمز)
- ميم
- شعار وطني
- ختم
- رمز
- شارة تعريف
- أيقونة